# Bruno Bertolucci
Bruno Bertolucci (* Viareggio, 10 de diciembre de 1921 - La Seyne-sur-Mer, 5 de marzo de 2009·). Fue un ciclista italiano profesional entre 1947 y 1956 tras lo cual, en 1958, se nacionalizó francés. Su único éxito deportivo lo obtuvo en la Vuelta a España al lograr una victoria de etapa en la edición de 1947.